# Orderic Vitalis
Orderic Vitalis (łac. Ordericus) (ur. ok. 1075, zm. ok. 1142) – angielski kronikarz, który spisał dzieje Normandii i Anglii w XI i XII wieku.

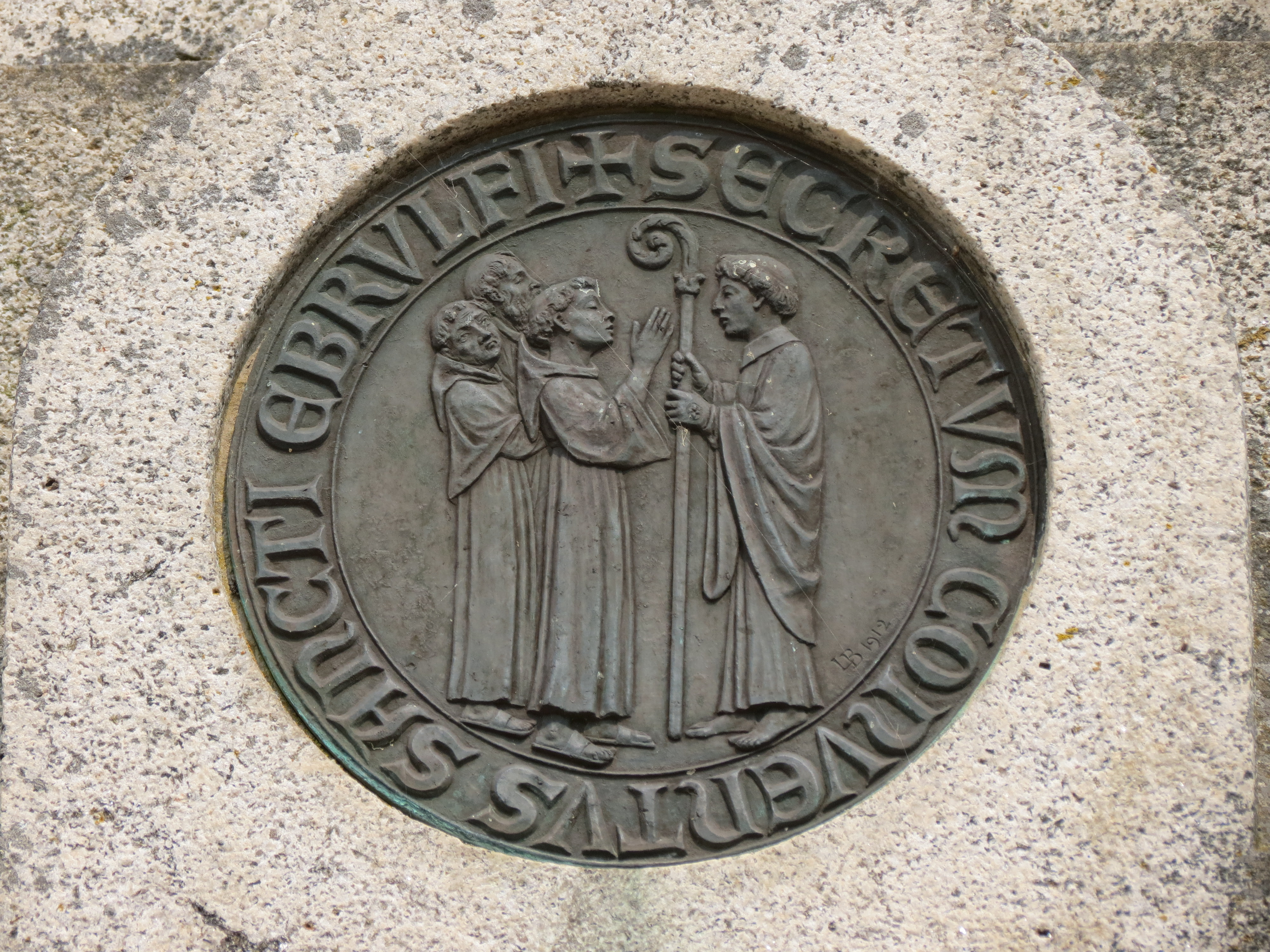

## Młodość
Przyszedł na świat w Shropshire; jego ojcem był najprawdopodobniej francuski duchowny, Odelarius z Orleanu, który wstąpił na służbę u Rogera de Montgomerie i otrzymał, za pośrednictwem swego patrona, kaplicę w Shrewsbury. Gdy Orderic miał lat 5, został oddany w ręce angielskiego księdza, Siwarda, który prowadził szkołę przy kościele św. Piotra i Pawła w tym mieście. W wieku lat jedenastu rozpoczął nowicjat w normandzkim klasztorze Saint-Évroult. W chwili przybycia do Normandii nie znał zupełnie francuskiego; z jego książki, choć pisanej wiele lat później, wynika, że nigdy nie zapomniał o kraju swego pochodzenia.

## Życie klasztorne
Otrzymał zakonne imię Vitalis (na pamiątkę jednego z żołnierzy legendarnego Legii Tebańskiej), ale na stronie tytułowej swej kroniki wpisał swe prawdziwe imię przed zakonnym i dodał przydomek „Angligena”. W roku 1093 został diakonem, a w 1107 księdzem. Kilkakrotnie opuszczał klasztor; w kronice wymienia miejsca, które odwiedzał: Croyland, Worcester, Cambrai (1105) i Cluny (1132). Od najmłodszych lat interesował się literaturą i wszystkie cieplejsze miesiące roku spędzał w skryptorium.
Przełożeni (gdzieś pomiędzy rokiem 1099 a 1122) polecili mu spisać żywot św. Evroula. Ta praca, Historia Ecclesiastica (Historia Kościoła), zmieniła się z biegiem lat w zapis wydarzeń całego jego życia. Opactwo św. Evroula obrastało w bogactwa i zaszczyty. Wielu zmęczonych wojowaniem rycerzy wybierało to miejsce spoczynku w ostatnich latach życia. Ciągle pojawiali się przybysze z południowych Włoch, gdzie opactwo zakładało swe filie, a także z Anglii, gdzie miało coraz większe posiadłości. Tak więc Orderic, chociaż nie był świadkiem żadnych wielkich wydarzeń, był o nich dobrze poinformowany. Niezależnie od ciężkawego i afektowanego stylu, okazał się niezłym narratorem, aczkolwiek tekst jest nie najlepiej ułożony i pełen zupełnie niespodziewanych dygresji. Zapis kroniki kończy się na roku 1141, jakkolwiek w roku następnym dodał kilka dodatkowych informacji. Na koniec napisał, że jest już stary i niedołężny. Przypuszczalnie nie żył zbyt długo po ukończeniu dzieła.

## Historia Ecclesiastica
Księga składa się z trzech części:
1. Księgi I i II to zapis historii chrześcijaństwa od narodzenia Chrystusa. Po roku 855 jest to zwięzła lista papieży, kończąca się na Innocentym II. Te księgi zostały dodane do oryginalnego tekstu; powstały w latach 1136–1141.
2. Księgi od III do VI to żywot św. Evroula i dzieje opactwa, oryginalny zaczyn całej pracy. Zaplanowane przed rokiem 1122, powstały w latach 1123–1131. Księgi czwarta i piąta pełne są zapisów dotyczących czynów Wilhelma Zdobywcy w Normandii i w Anglii. Te dotyczące wydarzeń sprzed roku 1067 mają niewielką wartość, jako w większości przepisane z wcześniejszych kronik: Gesta Normannorum Ducum Wilhelma z Jumièges i Gesta Guillemi Wilhelma z Poitiers. Odnośnie do lat 1067–1071 Orderic przepisał ostatnią część Gesta Guillemi, a dopiero potem jego praca nabiera pierwszorzędnego znaczenia. Od roku 1071 są to już teksty oryginalne, niezależnego autora.
3. W księgach od VII do XIII sprawy kościelne schodzą na plan dalszy. Po nakreśleniu historii Francji za panowania Karolingów i wczesnych Kapetyngów, Orderic wziął się za wydarzenia znacznie mu bliższe, poczynając od roku 1082. W księgach tych wiele jest o cesarstwie, papiestwie, Normanach na Sycylii i w Apulii, o pierwszej krucjacie (przy opisie której opiera się na pracach Fulchera z Chartres i Baudriga z Bourgueil). Głównie interesują go jednak dzieje panowania księcia Roberta w Normandii, Wilhelma Rudego i Henryka I w Anglii. Dalszy ciąg pracy to kronika kończąca się opisem pokonania i wzięcia do niewoli Stefana I pod Lincoln w roku 1141.